# La otra (telenovela)
La otra (no Brasil: A Outra) é uma telenovela mexicana produzida pela Televisa e exibida entre 20 de maio a 20 de setembro de 2002, substituindo Salomé e sendo substituída por Así son ellas.
Inspirada no filme A Estranha Passageira, a história é de Liliana Abud e foi adaptada por Jaime García Estrada e Orlando Merino.
Yadhira Carrillo protagoniza ao lado de Juan Soler e ao mesmo tempo antagoniza a trama, junto com Jacqueline Andere, Alejandro Ávila, Sergio Sendel,Manuel Ojeda, Julio Bracho e Verónica Jaspeado.

## Enredo

### Antecedentes
Bernarda vive com as filhas pequenas Eugênia e Carlota. O pai das meninas, Leopoldo (um homem bem mais velho), pouco aparece em casa. Na verdade, ela não é legalmente casada. Leopoldo tem uma família legítima com Marta e um filho chamado Romano.
Ainda muito jovem, Bernarda começou a trabalhar em uma das lojas de Leopoldo, junto com sua prima Fabiana. O comerciante se apaixonou por Bernarda e resolveu levá-la para viver em uma cidade onde ninguém os conhecia e onde poderiam simular um casamento.
Grávida de Eugênia (que na verdade é filha do fazendeiro Delfino, seu amante de longa data), Bernarda aceitou essa situação porque Delfino não assumiu a criança e foi embora. Leopoldo e Delfino não sabem da verdade. A única pessoa que conhece o segredo é Fabiana. Somente Carlota é filha de Leopoldo.
Com a morte de Leopoldo muita coisa muda na vida de suas duas famílias. Bernarda vai ao velório levando as filhas e encontra Marta, que não se conforma com a presença da amante do marido. Romano também fica muito perturbado e acaba expulsando Bernarda e as meninas de sua casa.
Quando o testamento é aberto, descobre-se que Leopoldo dividiu a sua fortuna em três partes iguais, uma para cada filho. Bernarda é nomeada responsável pela parte de suas duas filhas até que elas se casem, condição imposta por Leopoldo. A saúde de Marta fica comprometida e ela morre. Romano jura vingar-se de Bernarda.

### Início e desenvolvimento
Quando a história tem início, Carlota e Eugênia são jovens. Eugênia está apaixonada por Romano, mas se encontra com ele somente ás escondidas de Bernarda. Romano acredita que Eugênia é sua meia irmã e seu único intuito é se vingar de Bernarda e suas duas filhas.
Fabiana ficou ao lado de Bernarda todos esses anos como sua governanta, no entanto, ela não é amiga sincera e sim, morre de inveja da prima. Ela também guarda um segredo: Quando jovem teve um caso com um trapezista e engravidou, mas ele seguiu com o circo, e não quis assumir a paternidade. Sem coragem de ser mãe solteira, Fabiana abandonou o bebê no hospital para ser adotado e sofre o remorso do seu ato.
Bernarda administrou com eficiência os bens que Leopoldo deixou para suas filhas, tornando-se uma mulher rica e poderosa. Mas o dinheiro passou a ser a sua única paixão. Numa discussão, Fabiana revela para Eugênia que ela não é filha de Leopoldo, oque deixa Bernarda furiosa. Eugênia fica transtornada, mais feliz. Um dia, Eugênia toma coragem e se entrega a Romano após ele prometer casamento, porém ele desaparece e satisfeito por ter se vingado da suposta meia- irmã. Bernarda descobre a gravidez e para evitar fofocas manda Eugênia ir morar no interior acompanhada de Tereza, a babá das filhas que continuou sendo empregada de Bernarda. As irmãs sofrem com a separação.
Já Carlota apaixona-se por Álvaro, um jovem estudante de medicina. Seu amor é correspondido, mas Bernarda proíbe a relação temendo que eles se casem, o que a obrigaria a entregar metade de sua fortuna para Carlota, porém eles ainda se encontram as escondidas.
Meses depois Bernarda fica sabendo que Eugênia vai se casar com Santos e vai ao encontro da filha para impedir o casamento.Após uma forte  discussão com a mãe, Eugênia acaba dando a luz e pede que Tereza esconda e crie seu filho longe da mãe para que ela não sofra como ela e a Irmã. Eugênia morre e Tereza se encarrega do pedido e Eugênia, escondendo o garoto de Bernarda.
Após se entregar a Alvaro, Carlota sofre com a morte da irmã. Quando Caixão fechado de Eugênia chega para o velório, Alvaro aparece e Bernarda o faz acreditar que quem morreu foi Carlota e muito magoado ela sai da cidade jurando nunca mais voltar. Carlota acredita que foi usada e abandonada
Na nova cidade, Álvaro conhece Cordélia, uma mulher pobre mas elegante e idêntica a Carlota. Uma não sabe da existência da outra e não possuem nenhum parentesco. A moça mora com os pais, João Pedro e Matilde, e a irmã, Apolônia. Cordélia é petulante, ambiciosa e vulgar.
Com a morte de Lupita, Cordélia fica sabendo que Adriano é adotado, e passa a evitá-lo, rompendo o caso, o que o deixa furioso. Cordélia se aproxima de Álvaro, que encantado com a semelhança da moça com Carlota acaba a pedindo em casamento.
Dez anos se passam. Ambos são muito ricos, e têm uma filha, a doce Natália, que adora os dois, apesar do mau gênio da mãe, que continua cada vez mais fútil, ainda mantendo um caso com o cunhado e maltratando a filha. Álvaro até hoje não conseguiu esquecer Carlota, e acaba por pintar um quadro com sua imagem, o que deixa Cordélia revoltada.
Carlota continua morando com a mãe, sofrendo  desde que Álvaro supostamente a abandonou e com os maus tratos da mãe que fez tudo para ela nunca se casar. Durante este tempo, estudou e se formou, trabalhando como professora de artes plásticas numa escola primária.
Álvaro e a filha embarcam numa viagem de navio e Cordélia faz de tudo para não ir com eles. Por uma jogada do destino Carlota embarca no mesmo navio e é confundida com Cordélia. Apesar de transtornada, Carlota não desfaz o mal entendido e por toda a Viagem vivem como uma família feliz, deixando Álvaro e Nathalia intrigados com o  bom comportamento da suposta Cordélia.
Cordélia e Adriano descobrem que Carlota está viva mas escondem de todos e pensam tirar vantagem. Porém eles se desentendem cada vez mais e Adriano acaba matando Cordélia quando ela tenta matá-lo.
Carlota está prestes a se casar com um Joaquim, um senhor Milionário conhecido através de Bernarda, porém ele morre antes do casamento.
Cansada dos maus tratos da mãe, Carlota decide ir morar com amigos. Á convite da Amiga Miréia, aceita voltar para a cidade que morava apenas para assistir um evento da amiga, mas perde o ônibus que sofre um acidente onde todos os passageiros morrem. Dada como morta, carlota decide não desfazer o mal entendido.
Adriano reencontra Carlota e a convence a ir se passar por Cordélia na Fazenda de Álvaro par que ninguém suspeite da morte de Cordélia, alegando que só ela pode tirar Natália do sofrimento pois ele mente dizendo que Cordélia abandonou a Família.Carlota mais uma vez vive ao lado do grande amor sem revelar a verdade.
Lido o testamento de Joaquim, Bernarda descobre que Carlota é a única herdeira, porém como ela supostamente está morta, Bernarda não consegue tomar conta da herança.
Romano,casado, se aproxima de Bernarda com um nome falso mas sem se dar conta de quem ela é e após descobri-la, decide se vingar através de um plano.  Bernarda descobre que Romano foi quem enganou Eugênia e faz o plano virar contra ele, roubando -lhe a fortuna herdada.
Bernarda  descobre que Carlota está viva e se passando por Cordélia, e num plano com Adriano convencem Carlota a voltar a viver com a mãe. Adriano diz á Carlota que Cordélia voltará, e Carlota vai embora. Ninguém suspeita de nada. Tereza conta a Fabiana todo o mal que Bernarda fez a Carlota e Álvaro. Quando sabe, Carlota fica transtornada e revoltada com a mãe, mas não a afronta. Álvaro também descobre que Carlota não morreu e a procura, descobrindo que era Carlota que esteve em sua casa nos últimos meses e inclusive na viagem de navio. Eles se reaproximam e ele a leva para Fazenda.
Álvaro e Carlota descobrem várias  maldades de Adriano e Cordélia através dos diários de Cordélia. O corpo de Cordélia é encontrado, e Álvaro, Justo e Carlota suspeitam de Adriano. Eles planejam enganar Adriano, para que ele confesse o crime. Carlota finge que é Cordélia, e finge brigar com Álvaro, dizendo que não morreu, que o enganou mais uma vez, e fala coisas que só Cordélia saberia. Bernarda também os ajuda em troca da Herança de Joaquim. Estarrecido, Adriano acaba dizendo á Carlota, acreditando se tratar de  Cordélia que seria impossível ela  sobreviver após ele a ter jogado do alto de um barranco. Álvaro e o delegado ouvem a confissão e o perseguem, mas ele foge.
Adriano denuncia Bernarda por supostos crimes mas morre após uma armadilha de Bernarda, que escapa da perseguição policial. Ninguém nunca mais a vê.
Carlota revela a todos a verdade. Carlota abraça o sobrinho eles se emocionam ao lembrar de Eugênia.
Álvaro e Carlota se casam e Nathália a passa a chamar-la de mãe. Carlota revela que está grávida e eles são felizes para sempre.

## Cancelamento do remake brasileiro
Para substituir o sucesso Canavial de Paixões, o SBT planejava produzir um remake do folhetim mexicano La otra. Os atores Mel Lisboa e Cláudio Heinrich da Rede Globo foram contratados pela emissora para protagonizar a trama.
Mel Lisboa deu uma declaração para o jornal O Globo sobre as personagens principais: "Tenho que tomar muito cuidado para não errar a mão. As personagens são riquíssimas. É um trabalho de composição muito difícil" A atriz também contou que estava morando no Rio de Janeiro e se mudou para São Paulo por causa da telenovela.
Em 15 de fevereiro de 2004, Silvio Santos suspendeu a produção da telenovela que seria gravada no começo de 2004 pois a trama precisaria de muitos cenários e de um elenco numeroso e a ordem da emissora era cortar custos. Logo depois, o SBT cancelou definitivamente a edição nacional da novela alegando falta de verba devido aos altos custo da produção e encomendou uma dublagem da novela original. Algo que pegou de surpresa até mesmo a atriz protagonista. Apesar disso, Mel deu uma nova declaração: "Fui contratada para fazer “A outra”. Se não rolou, era porque não tinha que ser. Para fazer outra novela, vamos ter que conversar e entrar num novo acordo."

## Elenco
- Yadhira Carrillo - Carlota Guillén Sáenz / Cordelia Portugal de Ibáñez
- Juan Soler - Álvaro Ibáñez
- Jacqueline Andere - Bernarda Sáenz viuda de Guillén
- Verónica Jaspeado - Apolonia Portugal
- Sergio Sendel - Adrián Ibáñez
- Ofelia Guilmáin - Sabina Herrera Vda. de Ocampo
- Mercedes Molto - Eugenia Guillén Sáenz
- Manuel Ojeda - Juan Pedro Portugal
- Alejandro Ávila - Román Guillén Caballero / Raúl Guízar
- Eugenio Cobo - Padre Agustín
- Jorge Vargas - Delfino Arriaga
- Julio Bracho - Lázaro Arriaga
- Toño Mauri - Daniel Mendizábal
- Azela Robinson - Mireya Ocampo Herrera
- Rosa María Bianchi - Lupita Ibáñez
- Maty Huitrón - Fabiana Morales
- Lupita Lara - Matilde Portugal
- Josefina Echánove - Tomasa López
- Alonso Echánove - Refugio Ríos "El Cuco"
- Luis Couturier - Justo Ibáñez
- Sergio Sánchez - Santiel Orozco
- Sergio Ramos "El Comanche" - Don Joaquín Pardo
- Isadora González - Paulina Mendizábal
- Ignacio Guadalupe - Santos Mérida
- Roberto Antúnez - Padre Fermín
- Virginia Gutiérrez - Esperanza
- Marco Muñoz - Fulgencio Ríos
- Gastón Tuset - Dr. Salvador Almanza
- Alfonso Iturralde - Narciso Bravo
- Zoila Quiñones - Simona Díaz
- María Prado - Martina Rubio
- Virginia Gimeno - Hilaria Rivero
- Thelma Dorantes - Carmen
- Shirley - Julieta de Guilléntre
- Natasha Dupeyrón - Natalia Ibáñez Portugal
- Carlos Speitzer - Salvador Mérida Guilléntre
- Esther Guilmáin - Esther
- Erika Blenher - Roberta
- Macaria - Fátima Rubio de Salazar
- Mónika Sánchez - Regina Salazar Rubio
- Ronny Montemayor - Raul Salazar
- Juan Peláez - Enrique Salazar
- Cosme Alberto - Braulio Portugal Rivero
- Annie Del Castillo - Karen Mendizábal
- Constanza Mier - Aída
- Chantal Andere - Bernarda Sáenz (joven)
- Elsa Cárdenas - Marta Caballero viuda de Guillén
- Carolina Guerrero - Jovita
- Enrique Hidalgo - Isidro
- Hugo Macías Macotela - Notario Carballido
- Silvia Manríquez - Marta Caballero de Guillén (jovem)
- David Ramos - Padre Conrado
- Alberto Inzúa - Padre Javier
- Antonio de la Vega - Isaac Gómez
- Carlos Ávila - Benigno Mérida
- Rosángela Balbó - Socorrito
- Lucy Tovar - Celina Chávez
- José Montini - Animador
- María Dolores Oliva - Flor
- Juan Romanca - Belarmino
- Ricardo Vera - Genaro
- Ofelia Cano - Diana Herrera
- Jairo Gómez - Cristóbal Ocampo
- Chantal Andere - Bernarda Sáenz (jovem)

## Exibição

### No México
Foi reprisada pelo TLNovelas de 31 de maio a 30 de julho de 2021, substituindo Piel de otoño e sendo substituída por Soy tu dueña.

### No Brasil
Foi exibida pelo SBT entre 15 de março e 13 de agosto de 2004, substituindo Canavial de Paixões e sendo substituída por Seus Olhos.
Seria reprisada em 2008, substituindo O Privilégio de Amar, porém foi cancelada devido ao fim do contrato com a Televisa na epoca.
Foi exibida pela CNT Nordeste entre 7 de setembro de 2009 a 2 de abril de 2010, em 150 capítulos, substituindo Marimar e sendo substituída por Acorrentada.
Foi exibida pela primeira vez pelo canal pago TLN Network entre 30 de janeiro a 1 de junho de 2012 substituindo Feridas de amor e sendo substituída por A Madrasta.
Foi exibida pela segunda vez pelo TLN Network entre 11 de janeiro a 13 de maio de 2016 substituindo Salomé e sendo substituída por Menina amada minha.
Foi exibida pela terceira vez pelo canal pago TLN Network entre 09 de outubro de 2023 a 09 de fevereiro de 2024 substituindo Que te Perdoe Deus e  sendo substituída por Em Terras Selvagens.

## Audiência

### No México
Em sua exibição original, a trama alcançou 23 pontos de média.

### No Brasil
Com meta de 13 pontos de audiência substituindo a exitosa Canavial de Paixões, a primeira semana de exibição da trama A Outra conquistou 11 pontos de audiência. Porém ao decorrer da história esses índices foram caindo oscilando entre 6 e 10 pontos todos os dias.
A telenovela uma média geral de 7.9 pontos de audiência. índice considerado baixo e não cumprindo a meta imposta pela emissora.

## Prêmios e Indicações

### Prêmio TVyNovelas de 2003
| Categoria                  | Pessoa            | Resultado |
| -------------------------- | ----------------- | --------- |
| Melhor telenovela          | Ernesto Alonso    | Ganhador  |
| Melhor atriz protagonista  | Yadhira Carrillo  | Ganhadora |
| Melhor ator protagonista   | Juan Soler        | Ganhador  |
| Mejor vilã                 | Jacqueline Andere | Nomeada   |
| Melhor primeira atriz      | Jacqueline Andere | Ganhadora |
| Melhor vilão               | Sergio Sendel     | Nominado  |
| Melhor atriz secundária    | Azela Robinson    | Nomeada   |
| Melhor revelação masculina | Julio Bracho      | Nomeado   |
| Melhor direção de cena     | Benjamín Cann     | Ganhador  |

### Premios El Heraldo de México 2003
- Melhor telenovela: La otra
- Melhor vilã: Jacqueline Andere
- Melhor diretor: Benjamín Cann